# Herbert Greenfield

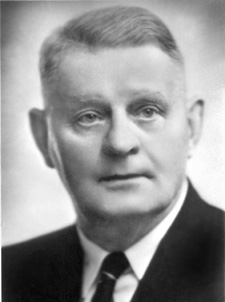
Herbert Greenfield

Herbert Greenfield (* 25. November 1869 in Winchester, England; † 23. August 1949 in Calgary) war ein kanadischer Politiker und Landwirt. Vom 13. August 1921 bis zum 23. November 1925 war er Premierminister der Provinz Alberta und Anführer des politischen Flügels der Bauerngenossenschaft United Farmers of Alberta.

## Biografie
Der in der englischen Grafschaft Hampshire geborene Greenfield wanderte 1892 mit seiner Familie nach Kanada aus. In der Provinz Ontario war er auf verschiedenen Farmen als Arbeiter beschäftigt. 1906 zog er weiter nach Alberta und baute bei Westlock einen eigenen Betrieb auf. Er engagierte sich in der Lokalpolitik und wurde schließlich Präsident des Gemeindeverbandes von Alberta.
Als die United Farmers of Alberta (UFA) im Juli 1921 überraschend die Provinzwahlen gewannen und die Regierung bilden konnten, hatten sie keine eigentliche Führung. Von den neu gewählten Parlamentsabgeordneten schien niemand gewillt, das Amt des Premierministers zu übernehmen. Schließlich erklärte sich Greenfield, damals interimistischer Vizepräsident der UFA, dazu bereit und wurde am 13. August 1921 von Vizegouverneur Robert G. Brett zum neuen Regierungschef ernannt. Der Premierminister hatte bei den Wahlen nicht kandidiert; der Abgeordnete des Wahlkreises Peace River trat daraufhin zu seinen Gunsten zurück und Greenfield wurde am 9. Dezember per Akklamation in die Legislativversammlung von Alberta gewählt.
Greenfields Regierung baute das Straßennetz aus und verbesserte Schulen und Krankenhäuser. Sie hob 1924 die neun Jahre zuvor eingeführte Alkoholprohibition auf und gründete den Alberta Liquor Control Board, der den Verkauf von Alkohol regulieren sollte. Eines ihrer Wahlversprechen löste die UFA jedoch nicht ein: Eine staatliche Bank, die Farmern Kredite zu tiefen Zinssätzen gewähren sollte. Ab 1923 war Greenfield aus gesundheitlichen Gründen oft abwesend und konnte seine Pflichten nicht wahrnehmen. Er war zwar in der Bevölkerung geachtet, wurde aber wegen seiner Absenzen von den UFA-Mitgliedern als ineffektiv empfunden. Am 23. November 1925 trat er zugunsten von John Edward Brownlee als Premierminister zurück und legte 1926 auch sein Parlamentsmandat nieder.
Von 1927 bis 1931 war er als Generalagent offizieller Vertreter der Provinz in London. Nach seiner Rückkehr aus London ließ sich Greenfield in Calgary nieder, stand mehreren Erdöl-Fördergesellschaften vor und präsidierte die Handelskammer von Calgary.